# Antonella Murgia
Antonella Murgia, morte à Rome le 10 mars 2015, est une actrice italienne.

## Biographie
Originaire de la Sardaigne, elle remporte en 1962 le concours de la bella d’Italia, ce qui lui donne la possibilité de devenir actrice professionnelle.
Elle commence au cinéma en 1963 dans Un drôle de type, de Lucio Fulci et Le Sabre de la vengeance (I diavoli di Spartivento) de Leopoldo Savona.
En 1981 le réalisateur espagnol Bigas Luna lui offre le rôle de la protagoniste dans Renacer.

## Filmographie

### Cinéma
- 1963 : Un drôle de type (Uno strano tipo), de Lucio Fulci : une jeune fille à Capri[2]
- 1963 : Le train de Berlin est arrêté (Verspätung in Marienborn) de Rolf Hädrich : une adolescente[2]
- 1963 : Le Sabre de la vengeance, de Leopoldo Savona : Silvia - la tavernière[2]
- 1964 : Queste pazze, pazze donne (it), de Marino Girolami : la patiente du psychiatre (non crédité)[2]
- 1964 : Una storia di notte, de Luigi Petrini : Suzy[2]
- 1965 : Spiaggia libera (it), de Marino Girolami : la suédoise blonde[2]
- 1966 : James Tont operazione D.U.E., de Bruno Corbucci : Glenda[2]
- 1966 : La mort paye en dollars (Furia a Marrakech), de Mino Loy et Luciano Martino
- 1966 : La Jungle des tueurs (L'affare Beckett), d’Osvaldo Civirani
- 1966 : El Cisco, de Sergio Bergonzelli : Maria Pilar[2]
- 1966 : K.O. va e uccidi, de Carlo Ferrero
- 1966 : Texas Adios, de Ferdinando Baldi : la mère de Burt
- 1967 : El hombre del puño de oro (it), de Jaime Jesús Balcázar : Chérie (sous le pseudo de Leila Murgy)
- 1967 : Je ne proteste pas, j'aime (Io non protesto, io amo), de Ferdinando Baldi : Evelina[2]
- 1967 : Gli altri, gli altri... e noi (it), de Maurizio Arena
- 1967 : Perry Grant, agente di ferro, de Luigi Capuano
- 1967 : Riderà (it), de Bruno Corbucci : la pharmacienne[2]
- 1969 : Cinq Fils de chien, d’Alfio Caltabiano : Mary[2]
- 1969 : Gli angeli del 2000, de Lino Ranieri : Nadia[2]
- 1970 : Quella chiara notte d'ottobre, de Massimo Franciosa
- 1971 : Les Quatre Pistoleros de Santa Trinita, de Giorgio Cristallini : Ana[2]
- 1971 : La Provocation sexuelle (Io Cristiana studentessa degli scandali), de Sergio Bergonzelli : Poppea[2]
- 1971 : Décaméron 2 (Decameron nº 2 - Le altre novelle del Boccaccio), de Mino Guerrini : femme de Puccio[2]
- 1971 : Robin des Bois le magnifique (Il magnifico Robin Hood), de Roberto Bianchi Montero : Alicia
- 1972 : Mia moglie, un corpo per l'amore (it), de Mario Imperoli : Simona[2]
- 1972 : Le Décaméron 3, d’Italo Alfaro (segment Le jugement) : Madonna Philippa[2]
- 1975 : Tireur d'élite (La polizia interviene: ordine di uccidere!), de Giuseppe Rosati : Laura[2]
- 1975 : Le Renard de Brooklyn (Controrapina), d’Antonio Margheriti : Jessica[2]
- 1978 : D'amour et de sang (Fatto di sangue fra due uomini per causa di una vedova. Si sospettano moventi politici), de Lina Wertmüller : jeune fille enceinte[2]
- 1979 : Un uomo americano, de Nino Marino : jeune fille (sous le pseudo de Eva Wonder)[2]
- 1980 : Fontamara, de Carlo Lizzani : Elvira[2]
- 1981 : Renacer, de Bigas Luna : Maria[2]
- 1987 : Angoisse, de Bigas Luna : fille au ticket[2]

### Télévision
- 1975 : L'uomo dagli occhiali a specchio, téléfilm de Mario Foglietti : Olimpia Cabrini[2]
- 1982 : Marco Polo, mini-série télévisée de Giuliano Montaldo (troisième épisode) : Zora[2]
- 1984 : Nous sommes terroristes (Nucleo zero), téléfilm de Carlo Lizzani : Lorenza Vallo[2]